# Бабанина, Светлана Викторовна
Светла́на Ви́кторовна Баба́нина (род. 4 февраля 1943, Тамбов) — советская пловчиха, двукратный бронзовый призёр Олимпийских игр. многократная рекордсменка мира. Заслуженный мастер спорта.

## Карьера

### Соревнования
На Олимпиаде в Токио Светлана выиграла бронзовую медаль в плавании на 200 метров брассом, уступив американке Клаудии Колб и своей соотечественнице Галине Прозуменщиковой. В комбинированной эстафете 4×100 метров Бабанина вместе с Татьяной Савельевой, Татьяной Девятовой и Натальей Устиновой завоевала свою вторую бронзу на Играх. На следующих Играх Светлана в плавании на 100 и 200 метров брассом стала 7-й и 6-й соответственно.
Чемпионка и бронзовый призёр Универсиады 1965 года.
Чемпионка СССР 1962 и 1963 в комплексном плавании на
400 метров, эстафете 4×100 метров вольным стилем (1963) и 100 и 200 метров брассом (1964).

### Рекорды
| Дистанция        | Время           | Город           | Дата            | Видео/Фото/ Кинограмма |
| Мировые рекорды  | Мировые рекорды | Мировые рекорды | Мировые рекорды | Мировые рекорды        |
| ---------------- | --------------- | --------------- | --------------- | ---------------------- |
| 100 метров брасс | 1.17,2          | Москва          | 3.9.1964        |                        |
| 100 метров брасс | 1.16,5          | Ташкент         | 11.5.1965       |                        |